# Typha smirnovii
Typha smirnovii är en kaveldunsväxtart som beskrevs av Evgenij Vladimirovich Mavrodiev. Typha smirnovii ingår i släktet kaveldun, och familjen kaveldunsväxter. Inga underarter finns listade i Catalogue of Life.